# Ndiang Kabul
Godefroid Ndiang Kabul, né le 26 juillet 1946 à Banda, dans le Kwilu, est licencié en sciences économiques appliquées de l'université de Kinshasa (UNIKIN). Il fut gouverneur de la banque centrale du Zaïre à l'époque du Président Mobutu. Il a étudié à l'université LOVANIUM (aujourd'hui UNIKIN).

## Parcours
- 1971 : Il fait son entrée à la Banque Centre à la suite de la réussite à un concours.
- 1972 : Chef du bureau au département de l'inspection des Banques.
- 1974 : Chef de service adjoint et en suite chef de service à la BCZ.
- 1984 : Directeur adjoint au département statistique du contrôle  des paiements extérieurs.
- 1985 : Chef de département des études de la Banque commerciale Zaïroise.
- 1994 : Gouverneur  gouverneur de la Banque Centrale du Zaïre jusqu'au 25 novembre 1994  actuel Banque centrale du Congo.